# Sons and Daughters

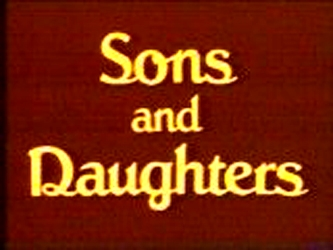

Sons and Daughters (Zonen en dochters) was een Australische soapserie gemaakt door Reg Watson en geproduceerd door productiemaatschappij Grundy. De uitzendingen waren te zien op de vroege avond op zender Seven Network in het tijdperk van 18 januari 1982 tot en met 19 augustus 1987. De serie begon in Melbourne met de eerste drie afleveringen van 90 minuten op maandag 18 januari 1982 om 19:00 uur.
Het verhaal ging over de arbeidersjongen John Palmer (Peter Phelps) uit Melbourne die, op de vlucht voor moord, naar Sydney was getrokken en daar verliefd werd op het rijke meisje Angela Hamilton (Ally Fowler). Maar al snel ontdekte hij dat zij broer en zus waren, een tweeling die gescheiden was bij de geboorte en afzonderlijk werden grootgebracht. John werd eerst door voormalige prostituee Fiona Thompson (Pat McDonald) verzorgd, voordat hij terugkeerde naar zijn vader David Palmer, en Angela werd opgevoed door haar moeder Patricia die getrouwd was met Gordon Hamilton.
De serie begon toen de tweeling bijna volwassen was. In Melbourne bestond de familie Palmer uit Johns vader David (Tom Richards), een vrachtwagenchauffeur, Davids vrouw Beryl (Leila Hayes), een warme, eenvoudige huisvrouw.  Hun kinderen waren Susan (Ann Henderson-Stiers) en Kevin (Stephen Comey). Een zekere Bill Todd had een moord begaan, maar John werd als de dader beschuldigd. John werd al snel vrijgesproken en Bill veroordeeld.
In Sydney was Angela opgegroeid met haar moeder Patricia (Rowena Wallace) en Patricia's echtgenoot Gordon (Brian Blain), een succesvol zakenman, en Gordons zoon uit een eerder huwelijk, de hatelijke Wayne (Ian Rawlings). Andere originele personages waren Jill Taylor (Kim Lewis), een jonge ex-prostituee die bij Fiona woonde en Rosie Andrews (Anne Haddy), de huishoudster van de Hamiltons.
Latere nieuwe personages waren Barbara Armstrong (Cornelia Frances) die Gordon trouwde na zijn scheiding van Patricia, en Barbara's nichtje Amanda Morrell (Alyce Platt). Andy Green (Danny Roberts), de lang verloren zoon van de vroegere echtgenoot van Barbara's Roland (Tony Ward), werd ook een belangrijk personage in de serie. Een ander bekend personage uit de show was Rob Keegan (Noel Hodda), die gehuwd was met Angela.
Later zou de serie uitgroeien met verschillende andere personages en uiteindelijk een recordaantal van 972 afleveringen van 25 minuten opleveren. Een groot deel van de serie werd ook uitgezonden op de voormalige Vlaamse televisiezender BRT-1 en via de Nederlandse omroep TROS.